# Base de oro
Base dorada (también conocida como Gold, Gold base, Golden Era Productions, Int Base o Int ) es la sede de facto de la Iglesia de la Cienciología, ubicada al norte deSan Jacinto, California, Estados Unidos, a 85 millas de Los Ángeles. El complejo esta fuertemente vigilado, comprendiendo cerca de cincuenta edificios, rodeados con alambre de púas y vigilado las 24 horas del día por personal de seguridad, cámaras detectores de movimiento. La propiedad está atravesada por una vía pública, en la cuál la iglesia monitorea el tráfico
La propiedad había sido un popular balneario de Inland Empire llamado Gilman Hot Springs, fundado en la década de 1890. El complejo quebró a fines de los años 70, debido a poca afluencia de visitantes. Comprada por efectivo en una compra secreta en 1978, la iglesia uso el alias de "Scottish Highland Quietude Club", ampliándose y desarrollándose considerablemente.
La base alberga varias organizaciones y subsidiarias de la iglesia, incluida su división interna de producción de medios, Golden Era Productions, que tiene su propio estudio de cine en el sitio. Altos mandos de la iglesia y hasta 1,000 miembros de la élite Sea Org viven y trabajan en la base; El líder, David Miscavige, también vivió allí y según se informa se mudó a Clearwater, Florida, a finales de la década de 2010. También es la ubicación de una mansión de 10 millones de dólares construida para el fundador de la iglesia de la Cienciología, L. Ron Hubbard. Aunque nunca vivió allí antes de su muerte en 1986, la mansión y su vivienda aún se mantienenen anticipación a su reencarnación. Varios cienciólogos destacados han visitado la Base, en particular Tom Cruise .
Según algunos miembros de la cienciologia, las condiciones dentro la base son duras: los miembros del personal perciben cheques esporádicos de 50 dólares como máximo, trabajan siete días a la semana, están sujetos a castigos por no cumplir las cuotas de trabajo. Según los medios de comunicación, unas 100 personas al año intentan escapar de la base, pero la mayoría son rescatadas pronto por "equipos de persecución". A pesar de muchos relatos de maltrato por parte de ex miembros, las investigaciones policiales y demandas contra la cienciología se han visto frustradas por la garantía de libertad religiosa de la Primera Enmienda y la capacidad de la iglesia de depender de "exenciones ministeriales" en la legislación laboral. La cienciología niega cualquier maltrato y califica la base como "el escenario ideal para el crecimiento profesional y espiritual".

## Descripción
La base dorada está ubicada en las montañas de San Jacinto en California. La base cubre un área de 520 acres (2,1 km²) cerca de la 19712 Gilman Springs Road, al sureste de su intersección con la ruta 79 del estado de California, en la zona no incorporada del condado de Riverside, aproximadamente 4 millas (6,4 km) al noroeste de San Jacinto y Hemet. Consiste en dos complejos ubicados a ambos lados de Gilman Springs Road con túneles subterráneos para peatones que los conecta. Ambas partes están rodeadas por una cerca de tela metálica rematada con púas "Ultra Barrera", con sensores de movimiento y luces. Hay cinco puertas de acceso fuertemente vigiladas, tres en el lado sur de Gilman Spring Road y dos al norte.
|                                             |
| "Ultra Barrier" bladed fences at Gold Base. |

|                                                      |
| Un guardia de seguridad graba en vídeo al fotógrafo. |

|                                                                  |
| Cercado en Gold Base que muestra luces activadas por movimiento. |

Hay alrededor de cincuenta edificios en la propiedad, muchos construidos al estilo de las tierras altas escocesas. La mayoría están ocultos a la vista del público por altos setos y muros, monitoreados por cámaras de video. Según Riverside Press-Enterprise, los automovilistas pueden ver a los empleados de la cienciología en uniforme y guardias en motocicletas a través de la valla metálica que rodea el complejo. Aunque el camino que pasa por el centro del complejo es propiedad pública, la iglesia tiene cámaras de video y luces instaladas junto a las señales de tránsito para registrar el tráfico que se dirige en ambas direcciones.

### Lado sur

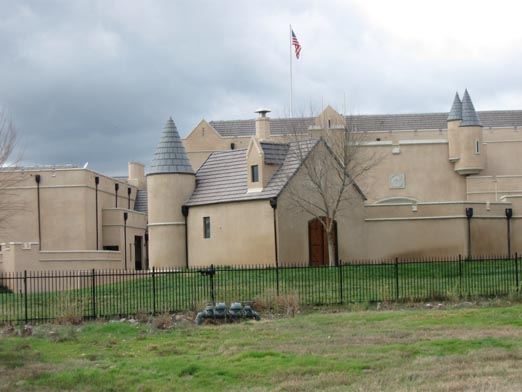
El exterior de "The Castle", el estudio de cine construido en Gold Base en 1997-1998 al estilo de un castillo escocés.

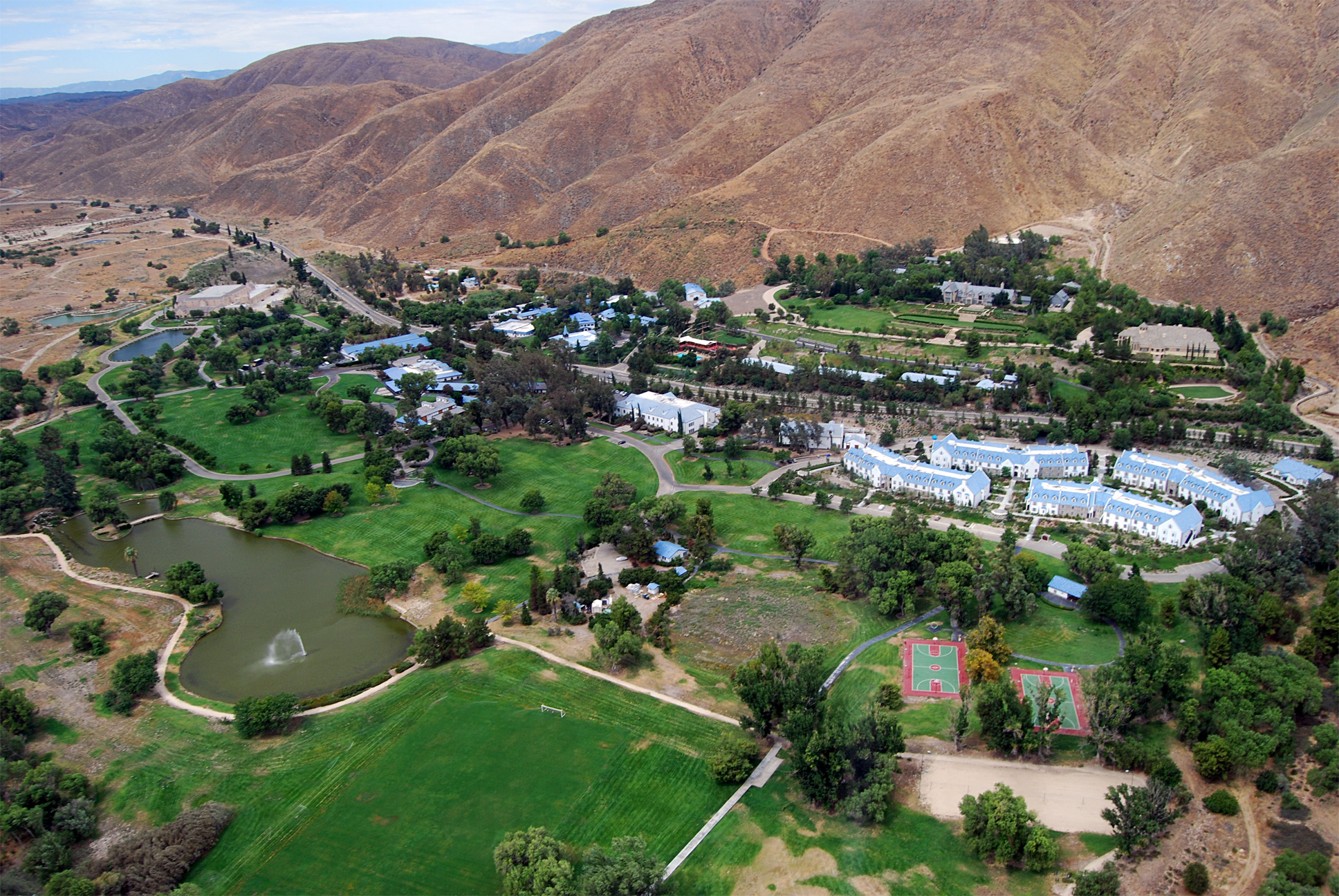
El lado sur de Gold Base. Los edificios de atraque del personal con techo azul se destacan a la derecha, con los edificios de producción de la Era Dorada en el lado izquierdo. En primer plano se ven las instalaciones deportivas y el lago.

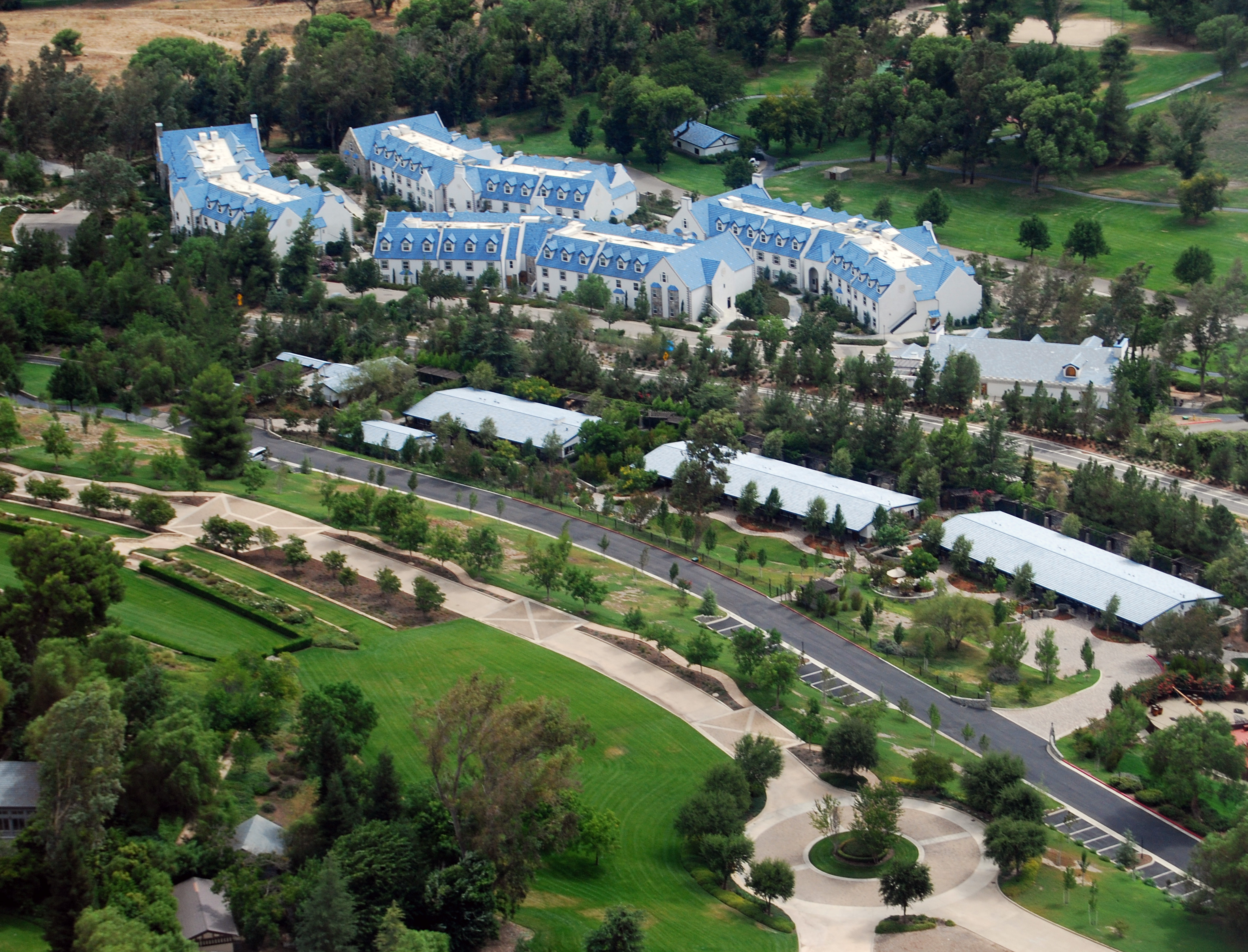
Vivienda para el personal en Gold Base: villas ejecutivas en primer plano, edificios de atraque para el personal al fondo.

El lado sur de Gold Base es utilizado principalmente por Golden Era Productions, el estudio cinematográfico interno de Scientology. Incluye un estudio de 74 000 pies cuadrados (6874,8 m²) al estilo de un castillo escocés, que fue construido entre 1997 y 1998 a un costo de $10,8 millones para servir como instalación de producción para los videos promocionales y de capacitación de la iglesia. El edificio, conocido como "Cine Castle", reemplazó a un edificio anterior conocido como "The Gym", que solía albergar los departamentos de rodaje, maquillaje, vestuario, cámara, iluminación y sonido de escenario de Golden Era.
Se dice que el nombre del Gimnasio proviene de la tapadera utilizada por la Cienciología para ocultar sus actividades en la base. Según Marc Headley, que trabajó en la base durante quince años; "El permiso para construir el estudio se solicitó bajo la apariencia de un 'gimnasio de baloncesto'. Todas y cada una de las referencias al edificio debían especificarse como el 'Gimnasio'." El gimnasio sigue en pie y ahora se informa que se utiliza como un pequeño estudio (suplementario) y efectos especiales. instalación.
A poca distancia hacia el este, un garaje que anteriormente se utilizaba como gasolinera pública es ahora la ubicación de Motor Pool Gold y sirve como instalación de mantenimiento para toda la propiedad. Aquí se encuentra la División de Propiedades de la base, responsable de los trabajos de mantenimiento y construcción. La parte occidental del edificio fue utilizada anteriormente por los departamentos de decorado y utilería de Golden Era antes de la construcción del Cine Castle. En la década de 2000, se informó que el garaje se usaba para albergar una ducha improvisada para los reclusos de "The Hole", una instalación de castigo en la base. Varios edificios están ubicados cerca para su uso en relación con las actividades administrativas y de producción del estudio. Los E-meter de la iglesia se fabrican en la base. en un edificio conocido como Edificio 36, que alberga las instalaciones de producción de HEM (Hubbard E-Meter Manufacturing). También alberga las instalaciones de producción de cintas y las funciones administrativas de Golden Era.
Varios bloques de "Staff Berthing" se encuentran a unos cientos de metros de distancia y albergan a alrededor de 1.000 miembros de la Sea Org de la iglesia. De acuerdo con el tema escocés de la base, cada edificio lleva el nombre de un clan escocés diferente y lleva su escudo. Las "Unidades G", alojamientos vip, son situado en el extremo oriental de la base. Se informa que Tom Cruise permaneció allí a finales de los 80 y principios de los 90 cuando estudiaba Scientology en la base. Los túneles permiten cruzar desde los edificios Staff Berthing y Massacre Canyon Inn hasta el lado norte de la base sin tener que salir del complejo. El resto de la parte sur del complejo es un área abierta ajardinada con un lago e instalaciones deportivas, que incluyen canchas de baloncesto y voleibol y un campo de béisbol. En 2008, se informó que estaban en desuso.
Según los informes, el lago se utilizó como castigo en varias ocasiones en la década de 2000. Según la autora Janet Reitman, el líder de Scientology David Miscavige ordenó a docenas de altos ejecutivos salir al aire libre en medio de la noche y reunirse en el lago o en la piscina al aire libre de la base. Luego saltaban o eran empujados al agua, a menudo en condiciones heladas, completamente vestidos y con Miscavige mirando. Scientology reconoce que esta práctica tuvo lugar, pero la caracteriza como parte de su "eclesiástico sistema de justicia" para lidiar con el desempeño deficiente.
Un "Centro de Purificación" se encuentra cerca del lago y se utiliza para administrar el programa Purification Rundown de la iglesia al personal de la base. Cerca hay una característica circular que se ha utilizado para el "programa en ejecución", usado como castigo. Vicki Aznaran, ex presidenta del Centro de Tecnología Religiosa de Scientology, alegó que después de no estar de acuerdo con un plan para reestructurar las finanzas de la Iglesia en 1982, se le ordenó correr alrededor de un poste naranja todos los días desde las 7 a. m. a 9:30 p. m. durante aproximadamente 120 días, con descansos de diez minutos cada media hora y descansos de treinta minutos para el almuerzo y la cena.

### Lado norte

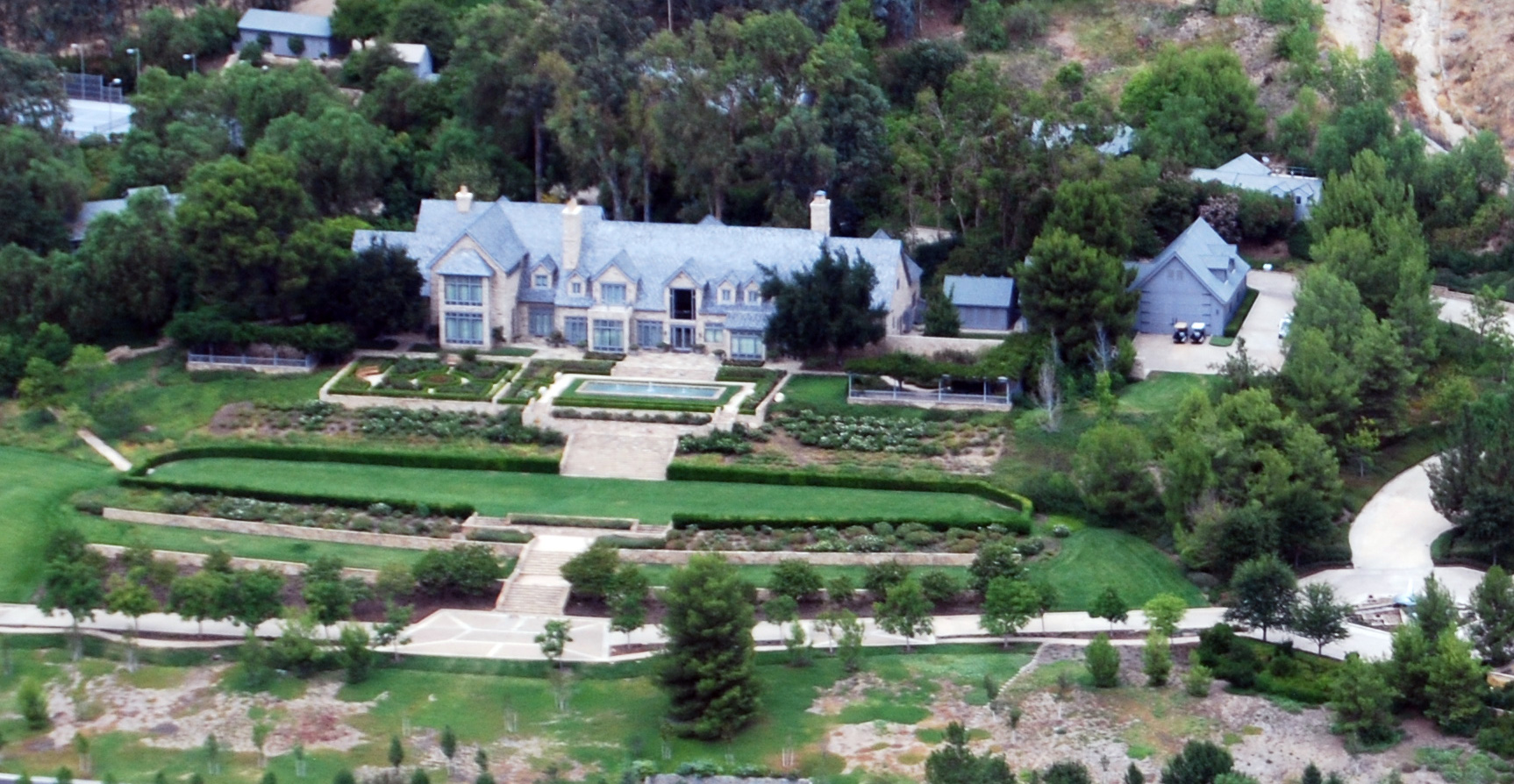
"Bonnie View", la mansión de Hubbard de 9,4 millones de dólares en Gold Base. Aunque nunca lo usó antes de su muerte en 1986, todavía se mantienen su ropa, automóviles y oficinas, supuestamente en anticipación a su reencarnación.

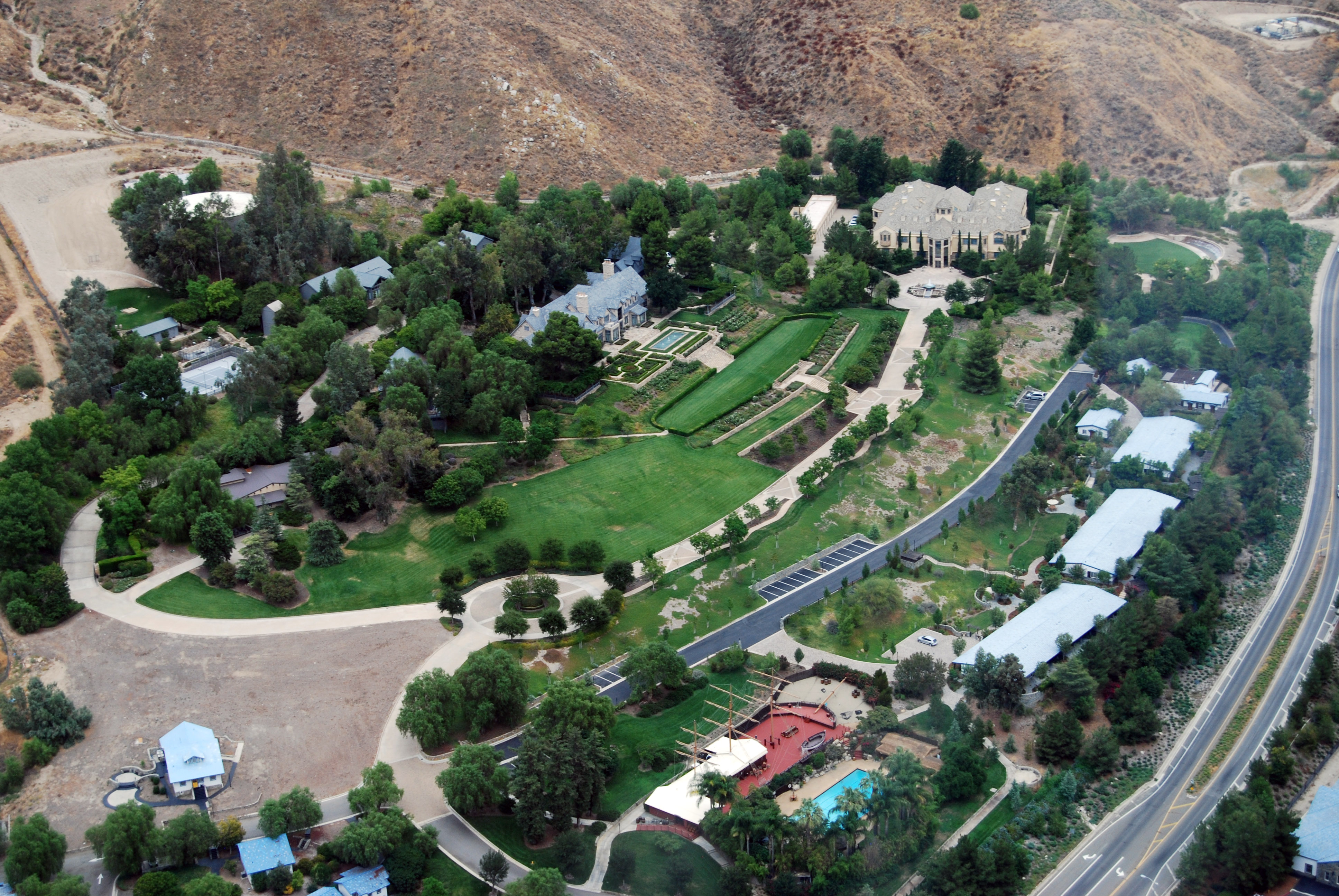
El lado norte de Gold Base que muestra "Bonnie View" y el edificio RTC, con la Estrella de California y las Villas debajo.

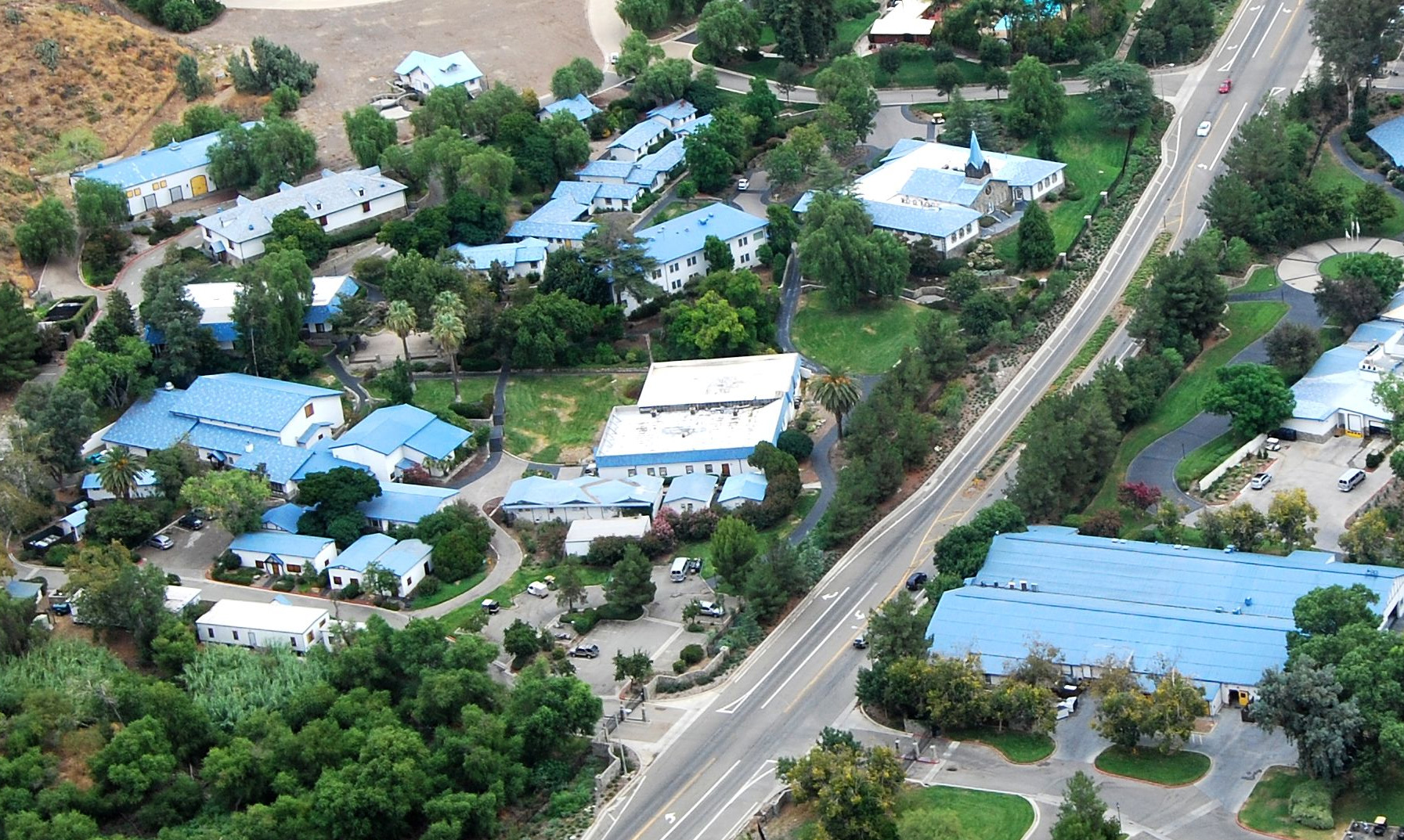
Una vista de los edificios administrativos de Gold Base. El agujero es el edificio con techo blanco en el centro, en primer plano, junto a la autopista.

La gestión internacional de Scientology tiene su sede en el lado norte de Gold Base. Fundador de Scientology L. La mansión de Ron Hubbard, "Bonnie View", ocupa un lugar destacado en un terreno elevado con vistas panorámicas del Valle de San Jacinto. Según los registros de propiedad, el costo de residencia $9.4 millones y está equipado con una piscina de entrenamiento y una sala de cine. Se ha descrito como "hermoso de alta gama pero no ostentoso", pero Hubbard murió mucho antes de que estuviera terminado. Según ex cienciólogos, Hubbard debe usarlo cuando regrese después de reencarnado. Se utiliza en parte como museo y alberga la mayoría de las pertenencias de Hubbard.
Bonnie View todavía se mantiene como si Hubbard fuera a aparecer mañana, con vasos de agua cubiertos con plástico, cepillos de dientes colocados en múltiples baños personales y "juegos idénticos de Thom McAn] listo para que él entre después de una ducha o un baño." Un personal de tiempo completo lava la ropa de Hubbard y limpia la propiedad con regularidad. Sus autos se guardan en un garaje con tanques llenos de gasolina y las llaves en el encendido, listos para usarse en cualquier momento. La parte trasera de la casa incorpora apartamentos para invitados y comodidades que Según se informa, Tom Cruise los utilizó en algunas de sus visitas a la base.
Adyacente a Bonnie View se encuentra el edificio RTC, la sede del Centro de Tecnología Religiosa presidido por Miscavige, quien sucedió a Hubbard como líder de la iglesia. El 45 000 pies cuadrados (4180,6 m²) edificio, que se completó en 2004, se dice que su construcción costó más de $ 70 millones. Según Tom de Vocht, a quien se encargó de completar la construcción después de que se retrasara años y se excediera enormemente el presupuesto, el edificio RTC ya se había completado dos veces a un costo de más de 47 millones de dólares (1.200 dólares por pie cuadrado), pero en cada ocasión todo el interior tuvo que ser arrancado porque no contaba con la aprobación de Miscavige. De Vocht descubrió que el edificio había sido construido tan mal que se habría derrumbado incluso durante un terremoto menor. . Las paredes no estaban conectadas a los pisos; el edificio tenía una inclinación de 1,25 pulgadas (3,2 cm); y no había dibujos arquitectónicos, sólo representaciones de cómo debería verse. A De Vocht se le ordenó reconstruirlo, lo que costó otros 23 millones de dólares. Se tuvieron que gastar millones más en paisajismo después de que Miscavige decretara que el edificio, que está situado en medio del desierto de California, debería parecer estar ubicado en un bosque.
Debajo de Bonnie View se encuentran tres villas que quedaron del antiguo complejo, conocidas como las Villas Superior, Media e Inferior. Miscavige y otras figuras importantes los han utilizado como apartamentosejecutivos. Junto a las Villas se encuentra la Estrella de California, una réplica del clipper que ahora se utiliza como lugar para eventos comunitarios. Otros edificios ubicados cerca incluyen los "Ranchos", un grupo de edificios utilizados para albergar las unidades de compilación, edición, diseño y composición tipográfica de libros; el edificio "Del Sol" (antes Hotel Del Sol) utilizado para la formación del personal; y varias instalaciones adicionales para Golden Era Productions.
Uno de estos edificios, conocido como "Studio One", alberga el "Complejo de estudios de música LRH [L. Ron Hubbard]" con instalaciones de grabación de música de última generación. Headley lo describe como "instalaciones de comedor y conferencias muy exclusivas para los músicos visitantes que son llevados al estudio para grabar". Otro estudio en el lado norte, conocido como "Studio Two", alberga instalaciones de producción de audio adicionales.
Se instalaron un par de remolques de doble ancho adyacentes a la carretera para albergar la Unidad Central de Comercialización (CMU) de Scientology y varias instalaciones técnicas de la Era Dorada, y luego se usaron como las oficinas de la Organización de Mensajeros del Comodoro (CMO Int) y el International Executive Strata (Exec Strata). Desde entonces se les conoce como "El Agujero", donde, según se informa, hasta 100 altos ejecutivos de Scientology han sido confinados en "condiciones degradantes" desde 2004.

Un edificio conocido como "The Spa", que solía ser el centro del antiguo balneario que existía en la propiedad antes de que Scientology lo adquiriera, ahora es utilizado por la División de Cualificaciones de la base.
En el extremo oeste de la parte norte de Gold Base hay un complejo dentro del complejo, físicamente separado del resto por una cerca de cadena. Aquí se encuentra un edificio llamado "OGH" (Old Gilman House, que lleva el nombre de la familia que construyó el antiguo complejo y vivió en la casa). Según se informa, se utiliza como centro de detención donde el personal se mantiene bajo guardia mientras es "manejado" o preparado para "descargar" (expulsión). Se informa que algunos viven allí permanentemente y se les ha prohibido abandonar la base. En la ladera sobre la base hay un "búnker nido estilo francotirador" fuertemente camuflado llamado Eagle, que domina toda la propiedad y el área circundante. Según se informa, se utilizó como puesto de vigilancia donde se encontraba el personal de seguridad con Los telescopios observaron los números de matrícula de los vehículos que permanecieron demasiado tiempo cerca del complejo.

### Campo de golf
El campo de golf Golden Era está ubicado al este de la parte principal de la base, al sur de la carretera y fuera de la valla delimitadora principal. Fue construido entre 1988 y 1991 en el lugar donde se encontraba el campo de golf original del complejo. Estuvo abierto al público entre 1991 y 2007, pero ahora es un campo de golf privado. Aunque se utiliza para torneos de golf benéficos y otros eventos comunitarios, al parecer el personal de la base no puede usarlo.

## Historia

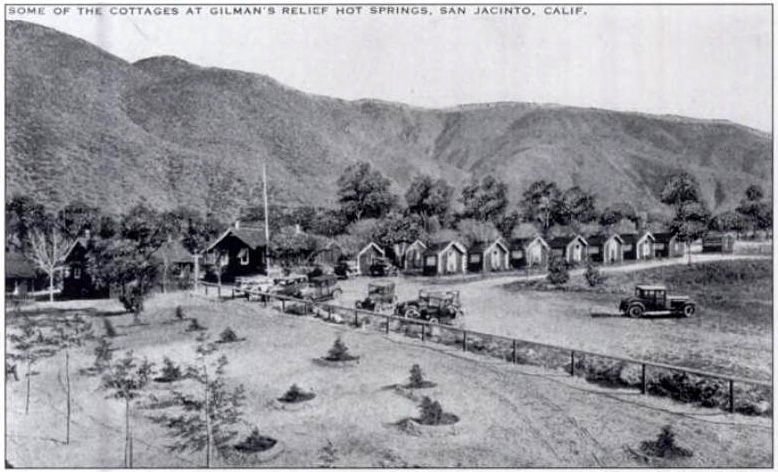
Cabañas en Gilman's Relief Hot Springs, 1920

La propiedad Gilman Hot Springs en la que se asienta Gold Base se conocía originalmente como San Jacinto Hot Springs y contenía alrededor de media docena de hot springs llamados así por la concesión de tierras mexicanas Rancho San Jacinto Viejo. Los manantiales se desarrollaron por primera vez a fines del siglo XIX en un centro turístico llamado Relief Hot Springs. Los hermanos Gilman adquirieron la propiedad en 1913 y la operaron durante 65 años bajo el nombre de Gilman Relief Hot Springs y más tarde Gilman Hot Springs. Junto con Soboba Hot Springs y Eden Hot Springs, fue uno de los tres complejos turísticos de principios del siglo XX cerca de San Jacinto que ofrecía a los vacacionistas la oportunidad de relajarse, bañarse y beber aguas minerales calientes que burbujeaban desde la Falla de San Jacinto, una rama de la falla de San Andrés. Los cambios en los hábitos de vacaciones y la disminución del interés público en las aguas minerales significaron que Gilman Hot Springs ya no era un negocio viable a fines de la década de 1970; quebró y la propiedad se vendió en 1978.

### Adquisición por la Iglesia de la Cienciologia (1978)
En 1978, L. Ron Hubbard autorizó la compra del inmueble para que sirviera de sede. La cienciología afirma que Hubbard "tenía fascinación con todo lo escocés [y] eligió la propiedad de Gilman Hot Springs después de descubrirla mientras exploraba lugares de rodaje que se parecían a Escocia".
La propiedad fue adquirida en condiciones de extraordinario secreto. Los nuevos propietarios pagaron 2,7 millones de dólares en efectivo, que se autodenominaron "Scottish Highland Quietude Club". Un abogado de Los Ángeles llamado Richard Hoag, que representa a los propietarios, dijo que el complejo había sido comprado para un proyecto de condominio. El dinero para la compra fue aportado por " 1 de noviembre de 1978 Private Trust", un fideicomiso secreto del cual Hoag actuó como fiduciario.
Según Silvia Garritano, desertora de la iglesia, "Hubbard disfrazó su operación en Gilman Hot Springs como la 'Fundación de Becas Hoag'. La idea era convencer a los empresarios locales de que... Hoag era dueño del lugar y que llevaba a cabo un programa diseñado para ayudar a los jóvenes. aprender oficios y habilidades era ocultar del escrutinio público el nivel de gestión de Cienciología." El propio Hoag desconocía la identidad del comprador y dijo más tarde: "Creo que realmente no querían que la gente lo supiera porque era controvertido".
El portavoz de la cienciología Heber Jentzsch dijo al Riverside Press-Enterprise que no tenía "ninguna información" sobre ninguna implicación de Scientology con el antiguo complejo. Otros portavoces del fideicomiso que compró la propiedad afirmaron que había sido comprada por "inversores ricos del este" o inversores ricos del área de Palm Springs. La Oficina del Sheriff del condado de Riverside se interesó después de que se rumoreara que allí se estaban haciendo películas pornográficas o que un grupo del crimen organizado se había apoderado del complejo, pero la propiedad fue desalojada apresuradamente antes de que pudiera comenzar una investigación oficial.
Los carteles colocados en la entrada de la propiedad no mencionaban la Cienciología. Uno, erigido en el otoño de 1979, atribuía la propiedad a la "Asociación de Comunicaciones Científicas de los Estados Occidentales", mientras que otro, que reemplazaba al primero en abril de 1980, proclamaba: "Massacre Canyon Development Co. – Sitios futuros de condominios y casas". Un hombre que se hacía llamar "Dan Pook" se reunió con grupos cívicos locales para explicar el proyecto del condominio y les dijo a los residentes en marzo de 1980 que el sitio se utilizaría para la construcción de "condominios, casas móviles y residencias unifamiliares". Más tarde fue identificado como Ronald Pook, un funcionario de Scientology relaciones públicas responsable de difundir "historias costeras" (o artículos de portada) sobre los planes de la iglesia para la propiedad.
El intenso secreto se debió a las graves dificultades legales de Scientology en ese momento. La cienciología se vio envuelta en un escándalo después de que la esposa de Hubbard Mary Sue y varios otros cienciólogos hubieran sido arrestados por el FBI el año anterior y acusados de dirigir una enorme red de espionaje, la Operación Nieve White, contra el gobierno de Estados Unidos. El propio Hubbard fue nombrado "co-conspirador no acusado". Se ocultó en un rancho desértico en La Quinta, California, cuyo nombre en código era "W" (por "sede de invierno"). Gilman Hot Springs era también con el nombre en código "S", que significa "sede de verano". La propiedad de La Quinta se cerró en marzo de 1978 y Hubbard se mudó a un complejo de apartamentos en Hemet, con el nombre en código "X".
El personal personal de Hubbard, conocido como los Mensajeros del Comodoro, viajaba entre "X" y "S" usando varios métodos de contravigilancia para librarse de cualquiera que los rastreara: cambiar entre ubicaciones, usar puntos de encuentro secretos, transmitir información de manera encubierta, usar alias y así sucesivamente. A nadie se le permitía viajar directamente entre los dos lugares, sino que tenía que hacer viajes indirectos de hasta 120 millas. El propio Hubbard estaba en el centro de un elaborado sistema de seguridad con timbres y luces rojas para advertirle si aparecían extraños. Se instruyó al personal para que negara cualquier conocimiento sobre Hubbard y mantenía un auto de escape para él al que se podía acceder a través de un garaje que daba a una calle diferente.
La existencia de Gilman Hot Springs se mantuvo en secreto incluso para otros cienciólogos. A los miembros del personal de la base no se les permitía hacer llamadas telefónicas ni enviar correo directamente. Si obtenían permiso para usar el teléfono, se les pedía que dijeran que estaban llamando desde Clearwater, Florida, donde se encuentra la Flag Land Base de la Cienciología.
Hubbard no vivía en Gilman Hot Springs, pero ordenó que Bonnie View, una casa de estilo Tudor en la propiedad, fuera renovada para su uso. Instruyó que debía estar "libre de polvo, defendible" y que se debían construir a su alrededor muros altos con "aberturas para emplazamientos de armas". Los cienciólogos que habían sido destinados a la Rehabilitation Project Force (RPF) - una especie de unidad de castigo - fue creada para llevar a cabo el trabajo de redecorar la casa y garantizar que estuviera libre de polvo y olores. La casa original finalmente fue derribada y reconstruida, pero la nueva construcción no se terminó hasta el año 2000, mucho después de la muerte de Hubbard en enero de 1986.

### Desarrollo del sitio
En febrero de 1980, el reportero de Press-Enterprise Dick Lyneis publicó la historia de que Hubbard vivía en Hemet y trabajaba en Gilman Hot Springs.  La revelación hizo que Hubbard huyera de Hemet y provocó pánico en la base, que enviaron al portavoz de Scientology, Robert Vaughn Young, para resolverlo. Decidió presentar lo que la iglesia llamaría una "verdad aceptable", convirtiendo una pequeña unidad de cine y audio apagada en el complejo en una instalación en funcionamiento llamada Golden Era Studios que podría presentarse a la prensa como la función "real" de la base. La conversión ocurrió de la noche a la mañana:

Durante esa noche y hasta la mañana, las instalaciones se convirtieron. Hice quitar el papel que cubría todas las ventanas. Todo fue limpiado. Se reorganizaron equipos y escritorios para ocultar ciertas tareas y crear otras. Se sacaron cintas, películas, guiones y vestuario y se hicieron evidentes. Gran parte del personal directivo internacional fue enviado fuera de la base para reducir la cantidad de personal.

Al día siguiente, el "Scottish Highland Quietude Club" se había convertido en Golden Era Studios. La gira de prensa transcurrió sin problemas. El área de producción de cintas aún no estaba funcionando, pero logré que la gente se ocupara haciendo disfraces y folletos o haciendo obras de arte. Encontramos un estudio improvisado que "casualmente" estaba funcionando cuando comenzó la gira. Cuando me preguntaron sobre la "gestión internacional", dije que sí, que gestionaban la distribución de películas y cintas, que iban a iglesias de todo el mundo. Nadie se dio cuenta de que había evitado la pregunta y desviado la atención hacia la producción de la película y la cinta.

La noticia esa noche fue perfecta. La historia de "Riverside Press-Enterprise" había sido rebatida. Gilman ya no era considerada la sede de Scientology. Era simplemente una bulliciosa instalación de películas y cintas que abastecía a la Iglesia de la cienciología.

Después de que el "flap" se calmó, el personal administrativo internacional de Scientology regresó a la base y ha permanecido allí desde entonces. No obstante, la estricta seguridad se mantuvo; El Boston Globe señaló que "los visitantes curiosos y sin previo aviso son rápidamente rodeados por guardias, fotografiados, solicitados una identificación y luego instados a irse. Antes de hacerlo, se anotan los números de placa de sus automóviles para buena medida."
El encarcelamiento de Mary Sue Hubbard por cargos de conspiración en 1981 desencadenó una lucha de poder dentro de Scientology que fue ganada por la Organización Mensajera del Comodoro, un grupo de cienciólogos en su mayoría jóvenes, muchos de ellos adolescentes, algunos como tenía tan sólo diez años – que se hizo cargo de Scientology a finales de 1981. Ese año un organismo llamado All Clear Unit se creó en Gilman Hot Springs bajo la dirección de David Miscavige, que entonces tenía 21 años. Su propósito era dejar "Todo despejado" para que Hubbard saliera de su escondite. Tenían suficiente confianza en el éxito que, en 1982, un barco simulado llamado Estrella de California fue construido en la propiedad como un regalo para el náutico Hubbard, construido a un costo reportado de $500,000. Scientology pudo reducir costos utilizando su propio personal como mano de obra, pagándoles menos de $20 por una semana laboral de 100 horas.
En febrero de 1988, Scientology obtuvo el permiso de la Comisión de Planificación del Condado de Riverside para reconstruir el campo de golf en Gilman Hot Springs. Muchos residentes del área se opusieron a la solicitud de Scientology, quienes estaban preocupados por la interrupción que causaría el desarrollo. La reunión pública de la comisión estuvo llena con casi 200 personas, en su mayoría cienciólogos que llevaban botones de solapa que apoyaban el programa de expansión y renovación de la iglesia. Scientology también reveló planes para construir estudios, oficinas, edificios de almacenamiento, viviendas e instalaciones recreativas adicionales, así como para renovar 35 edificios existentes para llevarlos a los estándares requeridos. A Scientology se le dio un año para completar el campo de golf, pero no se reabrió hasta 1991.
Desde 1998, cienciología ha gastado al menos 45 millones de dólares en ampliar Gold Base y adquirir docenas de casas y terrenos baldíos cercanos. Según un mapa de abril de 2011 publicado por Press-Enterprise, la Iglesia ahora posee casi todo el terreno a ambos lados de Gilman Springs Road desde la intersección con Sanderson Avenue hasta el final de la carretera en State Street, una distancia total de 2,32 millas (3,7 km). cienciología dice que tiene la intención de ampliar el campo de golf, pero aún no ha desarrollado ningún plan específico.
Scientology también ha realizado una cantidad considerable de actividades de extensión comunitaria para mejorar su relación con sus vecinos. Gold Base ha organizado eventos de la Cámara de Comercio y ha permitido que la banda de la escuela secundaria local use su estudio de grabación. Se han celebrado torneos de pesca para niños en el lago del complejo y se ha invitado a dignatarios locales a actuar de enlace con el personal de la base.
La sección de Gilman Springs Road que divide las dos partes de la base ha sufrido cambios importantes a instancias de Scientology. Hasta principios de la década de 1990, se accedía a las dos partes de la base a través de puertas a ambos lados de la carretera. Esto presentaba problemas de seguridad y protección; Hacer que cientos de personas cruzaran la calle a la hora de comer representaba un peligro para el tráfico. Estos problemas se abordaron construyendo túneles peatonales debajo de la carretera para que los usara el personal y reconstruyendo la configuración de la carretera para estrecharla y ralentizar el tráfico. Sin embargo, se han producido varios accidentes, ocurriendo en ese tramo de la carretera. En 2001, una niña de 16 años fue decapitada por un tractor operado por un contratista de la Era Dorada que lo operaba sin una licencia de conducir válida. En 2011, un hombre murió en una colisión frontal fuera del recinto.

### Manifestaciones y controversias
Los manifestantes anticienciologos comenzaron a formar piquetes en la base en 1997, lo que provocó un litigio de la iglesia contra un manifestante, Keith Henson. Un intento de la cienciología de imponer una orden de restricción temporal a Henson fue anulado en febrero de 1998 cuando el juez Stephen D. Cunnison del Tribunal Superior de Riverside dictaminó que Henson estaba ejerciendo legítimamente su derecho a la libertad de expresión. Le dijo al abogado de Scientology, Kendrick Moxon: "Aquí no hay una situación en la que el acusado esté deteniendo a la gente. Esta no es una situación de una clínica de abortos". Moxon se quejó de que la manifestación unipersonal de Henson estaba amenazando la seguridad de los empleados y automovilistas de la Era Dorada a lo largo de la carretera estatal. Posteriormente, Henson fue declarado culpable de un cargo de delito menor derivado de una manifestación en la base y sentenciado a 180 días de cárcel.
Miembros del grupo hacktivista Anonymous protestaron contra la iglesia en noviembre de 2008. La manifestación se llevó a cabo fuera de la propiedad, pero provocó enfrentamientos entre guardias de Scientology y manifestantes que fueron grabados en vídeo. Mientras los altavoces gigantes de la base emitían ruido para ahogar a los manifestantes, los guardias derribaron a un manifestante al suelo y derribaron a otro con un movimiento de pierna. Los cienciólogos dijeron a los agentes del sheriff del condado de Riverside que el primer manifestante había mordido a uno de ellos y que era culpable de traspasar un terreno privado.
Posteriormente, Scientology presionó a las autoridades del condado para que prohibieran las manifestaciones. En una audiencia pública en diciembre de 2008, el supervisor del condado de Riverside, Jeff Stone, acusó a los manifestantes de "oprimir a judíos, cristianos y negros y alentar el suicidio y el terrorismo entre los jóvenes". Los supervisores del condado aprobaron una propuesta, acelerado por Stone, para imponer restricciones que impidan a los piqueteros acercarse dentro de 300 pies de una residencia objetivo.
Stone no reveló en ese momento que su fondo político había recibido una donación de 5.400 dólares del bufete de abogados que representó a la cienciología en la audiencia, y otros 600 dólares del jefe del departamento de relaciones públicas de la base. Después de que se revelaran las donaciones, la Comisión de Prácticas Políticas Justas de California le impuso una multa de 16,000 dólares por no informar adecuadamente 84,052 dólares en contribuciones.
La medida, conocida como Ordenanza 884, fue adoptada en marzo de 2009, pero generó controversia por lo que los críticos dijeron que eran restricciones inconstitucionales a la libertad de expresión. La distancia finalmente se redujo a 30 pies (9,1 m) y luego a solo 3 metros después de que los supervisores del condado descubriesen que habían prohibido efectivamente su propia práctica existente de protestar contra un delincuente sexual residente en el condado.
En 2009, funcionarios de Scientology comenzaron a ejercer presión para cerrar Gilman Springs Road, que es utilizada por unos 17.000 automóviles diariamente. La solicitud fue rechazada "bajo ninguna circunstancia" por el Ayuntamiento de San Jacinto. Posteriormente, Scientology respaldó una propuesta para realinear el camino que rodea la base, pero la Junta de Supervisores del Condado de Riverside pospuso la decisión indefinidamente después de discusiones en enero de 2011.

## Vida en la Base de oro

### En el fondo
Scientology mantiene criterios estrictos para quienes viven y trabajan en la base de oro. Muchos son hijos de cienciólogos de alto rango, incluidos algunos de los hijos y nietos del propio Hubbard. Según la autora Janet Reitman, aquellos que buscaban ser asignados a la base de oro tenían que ser miembros de Sea Org. Se les pidió que se sometieran a pruebas de coeficiente intelectual y pasaran una serie de pruebas de liderazgo, personalidad y seguridad. A los miembros con conexiones familiares con el gobierno o los medios de comunicación, o con amigos o familiares que habían abandonado Scientology en malos términos, no se les permitía trabajar allí. No se les permitió revelar la ubicación de la base ni discutir sus trabajos o actividades allí con nadie fuera de la base, ni siquiera con otros miembros de Sea Org. También se les prohibió tomar cualquier tipo de transporte público o taxis y, en su lugar, tuvieron que viajar en autobuses especiales de Scientology o en vehículos privados conducidos por miembros del personal aprobados.
Según Mark Marc y Claire Headley, dos cienciólogos que abandonaron la Iglesia en 2005, a los residentes de la base no se les permite salir sin el permiso de un supervisor y tienen que trabajar al menos dieciséis horas al día, desde las 8 a. m. hasta pasada la medianoche, con horarios más cortos. los domingos y poco tiempo para socializar. Las comunicaciones con el mundo exterior están efectivamente cortadas; Los teléfonos móviles y el acceso a Internet están generalmente prohibidos, mientras que el correo está censurado y sólo puede enviarse a través del sistema de correo interno. Los pasaportes se guardan en un archivador cerrado con llave.
Aunque, según se informa, este sistema se abandonó alrededor del año 2000, los trabajadores todavía están sujetos a un régimen de privilegios y castigos. Se dice que el pago semanal es de sólo alrededor de $50, que se entrega en efectivo los viernes. Sin embargo, esta cantidad es sólo nominal, ya que las multas por infracciones son habituales; según el autor Lawrence Wright, la cantidad realmente pagada suele ser tan solo $13 o $14 por semana.

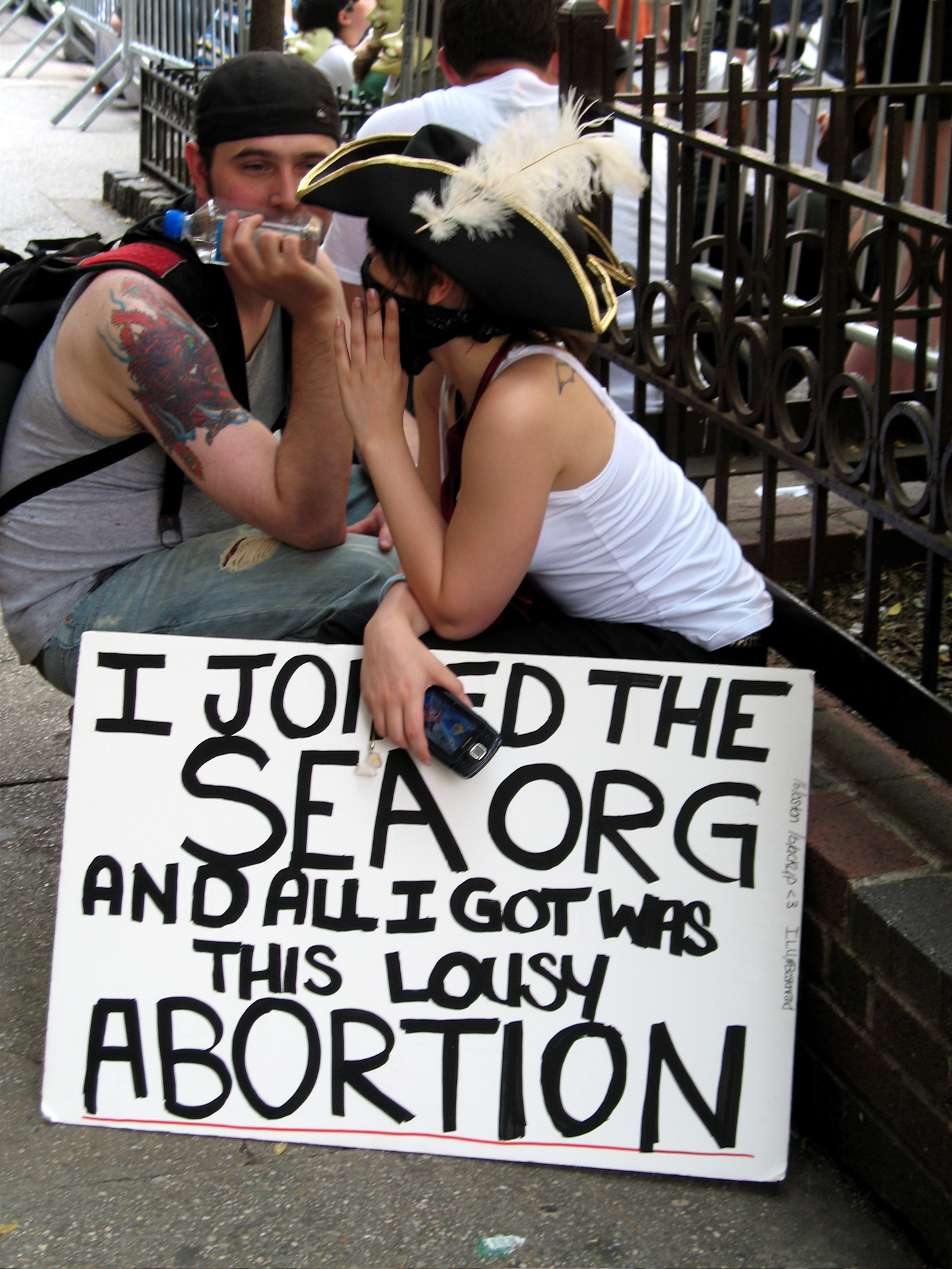
Manifestantes que protestan contra los abortos de Sea Org

Claire Headley describe cómo el personal vivía en una paranoia constante debido a que se les exigía que presentaran "informes de conocimiento" entre sí si escuchaban declaraciones críticas o comentarios casuales. Convertirse en objeto de un informe significaba que el acusado era interrogado y obligado a retractarse o confesar públicamente sus "crímenes" contra la Cienciología. Reitman comenta que "todos en la Base Internacional vivían con miedo de los demás y de lo que pudieran estar diciendo o informando unos de otros".
La alimentación es básica y consiste en carne, patatas y ensalada para los que no son castigados, o arroz y frijoles para los que sí lo son. El costo promedio por comida, según Marc Headley (quien participó en la planificación financiera), fue de sólo 75 centavos por persona en 2005, significativamente menos de lo que se gasta en los reclusos de California. El personal soltero vive en dormitorios, mientras que las parejas casadas comparten apartamentos de dos habitaciones con otras dos parejas, lo que significa que una pareja pasa cada noche durmiendo en el sofá. Se informa que muchos de los que están en la base no han abandonado la propiedad durante más de una década. Scientology describe las condiciones en la base como "como las que se encontrarían en un convento o seminario, aunque mucho más cómodo."
A mediados de la década de 1980, a las mujeres con hijos menores de seis años se les prohibió unirse a la Sea Org, ya que Scientology ya no quería que proporcionara cuidado infantil a los más pequeños. En 1996 se promulgó formalmente una nueva política que prohibía a los miembros de Sea Org tener hijos, ya que se consideraba que "interferían con la productividad" del personal. Ex cienciólogos han dicho que fueron presionados para interrumpir sus embarazos para cumplir con la política. Según Claire Headley, entre el sesenta y el ochenta por ciento de las mujeres de la base tuvieron al menos un aborto, y algunas alegaron indigencia para que el condado pagara el procedimiento. Reitman comenta: "Si una mujer embarazada se negaba, la separaban de su marido, la sometían a trabajos manuales pesados y la 'controlaban' vigorosamente [la interrogaban]. Si aún así se negaba a abortar, la expulsaban de la base. en desgracia, solo." Scientology ha negado haber presionado a alguien para que se sometiera a un aborto y dice que no considera a las mujeres embarazadas como "seres degradados".
El Tampa Bay Times informa que docenas de trabajadores intentaron escapar de la base, algunos de ellos repetidamente, pero fueron capturados y devueltos por los "equipos de persecución" de Sea Org. Las probabilidades están en contra de los fugitivos, ya que el complejo está ubicado en el desierto, solo hay una carretera en cualquier dirección y el terreno circundante es montañoso y árido, con muchos matorrales y serpientes de cascabel que dificultan el movimiento a través del país. Wright describe cómo un fugitivo exitoso, Guy White, logró escapar de la base en octubre de 1988:

Cada noche, salía a pasear a lo largo de la cerca, un poco más lejos cada vez, llevando un refrigerio para los perros guardianes pastor alemán. Una noche saltó la valla, pero los perros lo traicionaron y empezaron a ladrar. Tuvo que salirse de la carretera cuando vio las luces del equipo de ataque que venía tras él. Durante horas, tropezó entre la maleza, sangrando y con la ropa desgarrada, hasta que llegó a Hemet, donde golpeó la puerta de una bolera. En un español entrecortado, le dijo a la persona que se asomó que había estado en un accidente automovilístico.

Según Reitman, cada vez que alguien escapa o "da un golpe", se lanza un "Protocolo de fuga" especial para recuperar al fugitivo. Los expedientes del individuo se revisan para determinar hacia dónde es probable que se dirija, como amigos o familiares en el exterior. "Equipos de ataque" vigilan las estaciones de autobuses y trenes, aeropuertos y hoteles cercanos para interceptar a los fugitivos. Otro método es llamar a hoteles, moteles y aerolíneas bajo la apariencia de un pariente enfermo para intentar averiguar si el fugitivo tiene reserva para un vuelo o una estancia. Aunque se supone que dicha información es confidencial, las reglas de privacidad de la empresa se han eludido al escalar las llamadas a un nivel de antigüedad cada vez mayor hasta que se obtuvo una respuesta. En una ocasión, según informó Wright, el vicepresidente de una aerolínea fue engatusado para que entregara a un fugitivo.
Algunos fugitivos fueron localizados a través de sus intereses personales. Gary Morehead, que trabajó como jefe de seguridad en Gold Base en la década de 1990, cita el ejemplo de un alto ejecutivo que huyó en 1992. Se sabía que el ejecutivo era un fanático del béisbol. Una semana después, Morehead lo atrapó en el estacionamiento de Candlestick Park. Si todo lo demás fallaba, según Morehead, las casas de los amigos y familiares del miembro arruinado fueron vigilados por cienciólogos usando escáneres para escuchar teléfonos inalámbricos y celulares, y rastreando las matrículas de cualquier vehículo que apareciera.
Se dice que los fugitivos capturados fueron sometidos a aislamiento, interrogatorio y castigo después de ser devueltos al complejo. Según Wright, a menudo ni siquiera discutían cuando los atrapaban, sabiendo que tendrían que pasar meses o incluso años siendo castigados mientras recuperaban su buena reputación.
Por su parte, cienciología dice que el complejo es "el escenario ideal para el crecimiento profesional y espiritual", donde sus miembros pueden concentrarse en promover los objetivos de cienciología mientras evitan las distracciones de la vida de la gran ciudad.

### En la cima

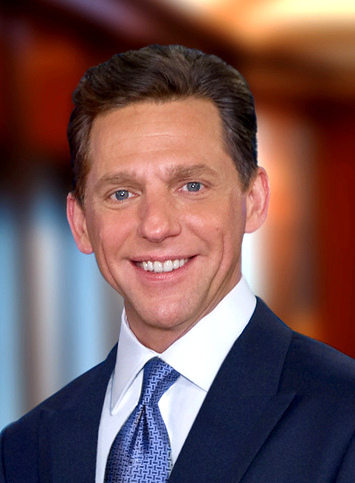
David Miscavige, el actual líder de la Iglesia de la Cienciología.

En comparación con las condiciones en las que trabajan los miembros ordinarios del personal, se informa que la vida en Gold Base es más cómoda para Miscavige y los cienciólogos famosos. A la mayoría del personal no se le permite tener sus propios vehículos, pero se informó que Miscavige tenía una motocicleta Yamaha personalizada que condujo por la base, así como una variedad de otros vehículos, incluido un Mazda Miata roadster, un Range Rover SUV de lujo y un BMW M6 de alto rendimiento, así como una furgoneta GMC blindada hecha a medida y equipada como oficina móvil. Según Claire Headley, quien administró las finanzas de Miscavige de 2000 a 2004, sus costos de alimentos oscilaban entre $3,000 y $20,000 por semana, y los alimentos llegaban frescos desde la Costa Este o Canadá. Se decía que su villa en la base tenía un sistema de sonido de 150,000 dólares y su propia sala de proyección privada.
Según Wright, Miscavige también es un amante de los perros y ha tenido hasta cinco perros en Gold Base. Llevan sus propios uniformes en miniatura de Sea Org y tienen el rango de capitán. El personal debe saludar a los perros cuando pasan. El 30 de abril de cada año, se anima al personal a donar sus salarios atrasados para comprar un regalo de cumpleaños para Miscavige. Un año le regalaron una motocicleta de 70.000 dólares; en otros años recibió equipo de buceo, cámaras fotográficas de alta gama y zapatos italianos. El portavoz de la Iglesia, Tommy Davis, ha dicho que "desde la perspectiva [del personal], era lo mínimo que podían hacer para expresar su afecto".
Uno de los visitantes vip más destacados de la base es el actor cienciólogo Tom Cruise, quien visitó por primera vez en agosto de 1989 para almorzar con Miscavige a bordo del Star of California. Miscavige convenció a Cruise para que realizara todo su entrenamiento de Scientology en la base y, a partir de entonces, Cruise comenzó a viajar en helicóptero entre la base y Los Ángeles cada fin de semana. A Cruise le dieron su propio condominio vip en un área aislada en la parte sur de la base y se le asignó su propio valet y chef personal, Sinar Parman, quien anteriormente había sido el cocinero de Hubbard. El condominio fue renovado en 1990 cuando Cruise comenzó a salir con Nicole Kidman; en una ocasión, a los miembros de Sea Org se les asignó llenar el lugar con globos como sorpresa para Kidman. Se construyeron canchas de tenis cerca a un costo de 200.000 dólares cuando la pareja quiso empezar a jugar al tenis.
Wright informa que cuando Miscavige escuchó que Cruise tenía la fantasía de correr con Kidman a través de un prado lleno de flores silvestres, ordenó a los miembros de Sea Org que plantaran un área del desierto. No cumplió con las expectativas, por lo que lo araron y lo cubrieron con pasto. Sin embargo, una lluvia torrencial provocó un deslizamiento de tierra que arrasó la "pradera". Se decía que Miscavige responsabilizó a toda la base de arruinar el idilio romántico y ordenó a todos trabajar dieciséis horas al día para restaurarla a su condición anterior. El portavoz principal de Scientology, Mike Rinder, negó la historia al Los Angeles Times, diciendo que "la plantación de flores silvestres nunca ocurrió y podría ser una versión confusa de las reparaciones realizadas después de un deslizamiento de tierra en 1990". El propio Rinder huyó dieciocho meses después.
Según Jefferson Hawkins, ex director de marketing de la cienciología, se tomaron medidas elaboradas para garantizar que Cruise no viera lo que estaba sucediendo en otras partes de Gold Base. Le dijo a KESQ-TV: "El personal no puede hablar con él. Le han dado giras y yo he estado en el otro extremo de ellas y están muy orquestadas. Están en walkie-talkies y dicen: "Él va a este edificio, va a ese edificio". Tienen cierto personal instalado y ensayado en esos espacios para darle una determinada charla escrita".

### Litigio
Los intentos de las autoridades de investigar las condiciones en la iglesia se han visto bloqueados por dificultades legales y la falta de voluntad de quienes se encuentran en la base para hablar con la policía. Según Wright, quien escribió sobre la base en su libro de 2013 Going Clear la Oficina del Sheriff del Condado de Riverside nunca ha recibido una queja de nadie en la base sobre el trato que reciben allí, a pesar de los muchos relatos de mal trato. Wright atribuye esto al miedo que muchos cienciólogos tienen de avergonzar a la iglesia y de verse obligados a romper el contacto con sus amigos y familiares dentro del grupo.
Algunas personas han presentado denuncias ante los tribunales. En 2009, los Headley demandaron a Scientology bajo la Ley de Protección a Víctimas de Trata y Violencia de 2000 federal por el tratamiento que recibieron en la base (Headley v. Church of Scientology International). Scientology reconoció que las reglas bajo las cuales vivían los Headley incluían la prohibición de tener hijos, el correo censurado, las llamadas telefónicas monitoreadas, la necesidad de permiso para tener acceso a Internet y la disciplina mediante el trabajo manual. El Tribunal de Apelaciones del Noveno Circuito señaló en un fallo dictado en julio de 2012 que Marc Headley había sido obligado a limpiar excrementos humanos a mano de un estanque de aireación en el complejo sin equipo de protección, mientras que Claire Headley estaba Se le prohibió la entrada al comedor durante hasta ocho meses en 2002. Perdió 30 libras (13,6 kg) como resultado de subsistir con barras de proteínas y agua. Además, se sometió a dos abortos para cumplir con la política de no tener hijos de Sea Org. Los Headley fueron testigos y experimentaron abuso físico por parte de ejecutivos de Scientology, incluido el propio Miscavige.
Pero el Tribunal también confirmó la desestimación por parte del tribunal inferior de la demanda de Headleys contra Scientology, con esta observación: "La ley prohíbe a un empleador obtener el trabajo de otra persona 'por medio' de la fuerza, restricción física, daño grave, amenazas o un plan inadecuado... Ese texto es un problema para los Headley porque el expediente contiene poca evidencia de que los acusados obtuvieron el trabajo de los Headley 'mediante' daños graves, amenazas u otros métodos inadecuados."